# Cândido Mota Filho
Cândido Mota Filho (São Paulo, 16 de setembro de 1897 — Rio de Janeiro, 4 de fevereiro de 1977) foi um advogado, professor, magistrado, jornalista, escritor, ensaísta e político brasileiro.

## Biografia
Seu pai foi advogado e professor de Direito Penal na Faculdade de Direito de São Paulo, deputado, senador e Secretário de Estado dos Negócios da Agricultura do Estado de São Paulo.
Motinha, assim o chamavam seus amigos mais chegados e os sempre irreverentes estudantes da Academia, também se formou pela mesma Faculdade, turma de 1919, e, tal como o pai, fez parte do corpo docente como professor catedrático de Direito Constitucional. Mais tarde, seria nomeado para o cargo de Ministro do Supremo Tribunal Federal, deixando a docência. 
Na mocidade, engajou-se ao movimento modernista tendo participado ativamente de Semana de Arte Moderna de 1922.
Com Cassiano Ricardo, Menotti del Picchia e Plínio Salgado, fundou o Movimento Verde-Amarelo, que procurava imprimir novos rumos nacionais à literatura brasileira. Pouco mais tarde, com a maior parte dos integrantes desse movimento, fundou o grupo Bandeira, cujo pensamento valorizava um governo forte, baseado nas tradições nacionais, na disciplina e na hierarquia social.

### Atividade política
Em 1929, Mota Filho fundou, junto de José de Alcântara Machado, Abelardo Vergueiro César e Alarico Caiubi, a Ação Nacional do PRP, uma corrente dentro do Partido Republicano Paulista inspirada no pensamento nacionalista de Alberto Torres que se propunha a lutar no Brasil por uma solução política contrária à teoria liberal.
Em janeiro de 1932, foi um dos fundadores da revista paulista Política, a qual também dirigiu. Esse periódico refletia a convergência ideológica antiliberal de parte da intelectualidade que, desiludida com a Revolução de 1930 e com as características assumidas pela democracia liberal, pretendia encontrar novos caminhos para o Brasil.
Em fevereiro do mesmo ano, Mota Filho ingressou, ao lado de dezenas de outros jovens intelectuais, na Sociedade de Estudos Políticos (SEP), promovida por Plínio Salgado na sede de seu jornal A Razão. A SEP estava organizada em comissões de estudo, tendo ele ficado nas comissões de de pedagogia e de história e sociologia.
Quando eclodiu a Revolução Constitucionalista de 1932, Mota Filho alistou-se no Batalhão Republicano, tornando-se membro do gabinete do governador de São Paulo, Pedro de Toledo, ao lado de Menotti del Pichia e Cassiano Ricardo.
Opôs-se à transformação da SEP em uma organização política, que, mais tarde, viria a se tornar a Ação Integralista Brasileira (AIB), movimento que congregou mais de um milhão de brasileiros e funcionou até 1937. Ele chegou a fazer parte da comissão de redação do Manifesto de Outubro, documento máximo da SEP, que serviria de base pro movimento. Da comissão, participaram também José de Almeida Camargo, Ataliba Nogueira e o próprio Plínio Salgado. Não obstante, Mota Filho recebeu ampla divulgação na bibliografia integralista. Plínio Salgado reproduz em suas obras integralistas intensos comentários aos seus ensaios "Introdução ao estudo do pensamento nacional", de 1926, e "Alberto Torres e o tema da nossa geração", de 1931. A esse primeiro, embora apresente fortes críticas quanto à sua estrutura, Plínio denomina "o drama de Mota Filho" e o considera "uma contribuição oportuna". "Fundado no relato ou na observação de Sílvio, Veríssimo, Ronald, Graça, Machado, tem pensamentos próprios, conclusões suas e, principalmente, uma maneira oportuna de focalizar as montanhas mais culminantes da nossa cordilheira mental". Baseado na tese de Mota Filho, Plínio delineia uma ideia própria para um "novo romantismo" genuinamente brasileiro. Em relação ao segundo, Plínio tece elogios à pessoa e à intelectualidade do autor, traçando um panorama sobre a relação da obra de Alberto Torres, tema do ensaio, nos problemas contemporâneos, e caracterizando a publicação como "mais um livro notável".
Com a implantação do Estado Novo, em 1937, o fechamento de todos os partidos políticos, e o subsequente Levante Integralista de 1938, em que um grupo de integralistas invadiu o Palácio Guanabara na tentativa de depor Getúlio Vargas, Mota Filho foi colocado sob regime de prisão domiciliar devido ao seu envolvimento com a AIB.
Na década de 1940, tornou-se chefe da seção paulista do Departamento de Imprensa e Propaganda (DIP), órgão criado pela ditadura estadonovista para divulgar as ideias do novo regime nacionalista e promover suas iniciativas.
Durante a presidência de Eurico Gaspar Dutra, após o fim do Estado Novo, Mota Filho exerceu o cargo de chefe de gabinete do Ministro do Trabalho, Honório Fernandes Monteiro, de 23 de abril a 4 de maio de 1949. Em 1954, quando era vice-presidente do Partido Republicano, tornou-se Ministro da Educação no governo interino de Café Filho. Após a eleição presidencial de 1955, em que venceram Juscelino Kubitschek e João Goulart, Mota Filho renuncia ao lado de todo o Ministério, assumindo, pouco depois, a presidência do Partido Republicano, com a morte de Artur Bernardes.

### Vida pessoal
Foi casado com Elza Lichtenfels, com quem teve cinco filhos, entre os quais o advogado e escritor Nelson Cândido Motta, pai do jornalista e produtor musical Nelson Motta.

## Obras
- O Romantismo: Introdução ao estudo do pensamento nacional, ensaio (1926);
- A função de punir, direito (1928);
- Alberto Torres e o tema da nossa geração, crítica (1931);
- Introdução ao estudo da política moderna, política (1935);
- A defesa da infância contra o crime, direito (1936)
- Erasmo de Roterdã (1936)
- Da premeditação, direito (1937)
- Rui Barbosa, esse desconhecido, ensaio (1937);
- Alcântara Machado (1938);
- Do estado de necessidade, direito (1939);
- Sílvio Romero (1941);
- Uma grande vida: biografia de Bernardino de Campos, biografia (1941);
- O Poder Executivo e as ditaduras constitucionais, política (1942);
- O caminho das três agonias: Álvares de Azevedo, Machado de Assis e padre Antônio Feijó, crítica (1944);
- Camões (1946);
- A declaração de direitos (1947);
- Castro Alves (1947);
- Basílio Machado (1948);
- Goethe (1949);
- O conteúdo político das constituições, política (1950);
- Pela educação (1952);
- Doutrinas políticas contemporâneas, política (1952);
- Notas de um constante leitor, crítica (1958);
- A vida de Eduardo Prado, biografia (1967);
- Ensaio sobre a timidez, psicologia (1969);
- Contagem regressiva, memórias (1972);
- Dias lidos e vividos, memórias (1977).

## Academia Brasileira de Letras
Foi eleito em 7 de abril de 1960 para a cadeira 5 da Academia Brasileira de Letras, sucedendo Aloísio de Castro, e recebido em 20 de julho de 1960 pelo acadêmico Josué Montello. Também ocupou a cadeira 2 da Academia Paulista de Letras, cuja posse ocorreu em 17 de outubro de 1935.

## Prêmio Jabuti
Em 1968 recebeu o Prêmio Jabuti, da Câmara Brasileira do Livro, pela publicação da obra "A vida de Eduardo Prado", uma biografia de Eduardo Prado.